# Kenji Fukuda
Kenji Fukuda (福田 健二 Fukuda Kenji?), född 21 oktober 1977, är en japansk tidigare fotbollsspelare.
I juni 1997 blev han uttagen i Japans trupp till U20-världsmästerskapet 1997.